# Micropera poilanei
Micropera poilanei är en orkideart som först beskrevs av André Guillaumin, och fick sitt nu gällande namn av Leslie Andrew Garay. Micropera poilanei ingår i släktet Micropera och familjen orkidéer. Inga underarter finns listade i Catalogue of Life.